# 與那嶺恵理
與那嶺 恵理（よなみね えり、1991年4月25日 - ）は、大阪府堺市出身の女子自転車ロードレースおよびMTB・クロスカントリーおよびシクロクロス選手。Human Powered Health所属。

## 来歴
1991年、大阪府堺市生まれ。神戸女学院中学、神戸女学院高校を経て筑波大学へ進学。
2011年の夏に自転車に乗り始め、2012年の個人タイムトライアルとロードレースの全日本選手権で2位となり、一躍注目を浴びることとなる。その年のジャパンカップ女子オープンで優勝、更にはツール・ド・おきなわでも優勝を果たす。一方、マウンテンバイクのクロスカントリーにも参戦し、2012年はJCFジャパンシリーズ初挑戦で3位に入賞。2位二回を獲得した。
2013年、ロードレースでは個人タイムトライアルとロードレースの全日本選手権で優勝し、全日本選手権タイトルの二冠を達成。マウンテンバイクでも全日本選手権に参戦し、1位でフィニッシュしたものの、規則違反により4位降格と判定された。その後、日本スポーツ仲裁機構に申し立てた仲裁の結果、降格処分は取り消され、中込由香里と共に、この年の優勝者とすることが日本自転車競技連盟により決定された

。9月に行われたロードレースの世界選手権自転車競技大会個人タイムトライアルでは27位、ロードレースでは40位に入った。
また、12月に行われた全日本シクロクロス選手権大会では2位に入賞した。

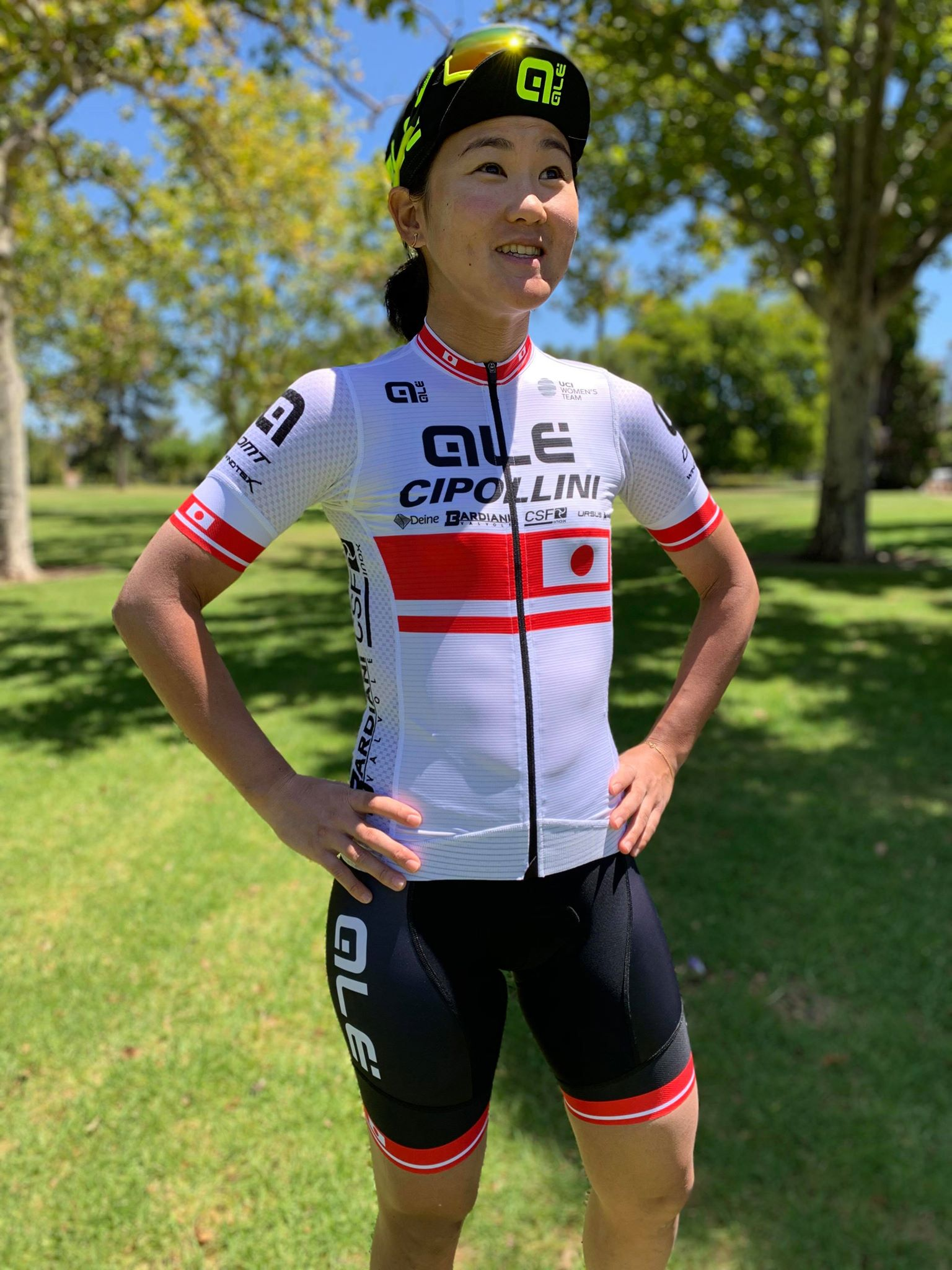
2019年の與那嶺恵理

2014年、ロードレースでは個人タイムトライアルとロードレースの全日本選手権で共に2位となり、全日本選手権タイトルを逃した。しかし、マウンテンバイクの全日本選手権で0番ゼッケンを付け、独走で優勝し、晴れてチャンピオンジャージに袖を通した。世界選手権では個人タイムトライアルで14位、エリート女子ロードレースでは22位。
2015年は全日本選手権個人タイムトライアルで優勝、ロードレースで2位、MTBクロスカントリーは3位となった。世界選手権では個人タイムトライアルで18位。、エリート女子ロードレースでは最終周回で落車し脳震盪を起こすも記憶の無いまま完走、63位となった。
2016年はアジア選手権ロードレース4位、ジャパンシクロクロスシリーズ優勝。4月に、アメリカ籍の女子UCIプロチームHagens Berman Supermint（ハーゲンスベルマン・スーパーミント）との短期契約を締結した。
全日本選手権個人タイムトライアル、ロードレースともに優勝。
リオデジャネイロオリンピック タイムトライアル15位、ロードレース17位となった。
同年8月12日より12月31日までフランスのUCIチームPoitou–Charentes.Futuroscope.86所属となっている。
2017年はFDJ Nouvelle Aquitaine Futuroscopeとプロ契約を行い、活動の拠点はヨーロッパワールドツアーとなった。
2018年はWiggle High5 Pro Cyclingに移籍。
2019年はAlé–Cipolliniに所属。
2020年はAlé BTC Ljubljanaに所属。
2020年東京オリンピック自転車競技では女子個人ロードレースで21位（3時間55分13秒）、女子個人タイムトライアル決勝で22位（34分34秒97）だった。
2024年パリオリンピックの自転車競技女子個人ロードレースでは26位（4時間4分23秒）だった。

## 主な戦歴
2012年
- 全日本選手権ロードレース 2位
- 全日本選手権個人タイムトライアル 2位
- ジャパンカップサイクルロードレース 女子オープン 優勝

2013年
- 世界選手権自転車競技大会 個人タイムトライアル 27位、女子ロードレース 40位
- 全日本選手権個人タイムトライアル 優勝
- 全日本選手権ロードレース 優勝
- 全日本選手権マウンテンバイク 女子クロスカントリー 優勝
- 全日本シクロクロス選手権大会 2位
- 台湾KOMチャレンジ 優勝

2014年
- 世界選手権自転車競技大会 個人タイムトライアル 14位、エリート女子ロードレース 22位
- 世界選手権自転車競技大会マウンテンバイク クロスカントリー 60位 クロスカントリーエリミネーター 25位
- アジア選手権 カザフスタン・カラガンダ 個人タイムトライアル 2位
- 全日本選手権個人タイムトライアル 2位
- 全日本選手権ロードレース 2位
- 全日本選手権マウンテンバイク 女子クロスカントリー 優勝

2015年
- 全日本選手権個人タイムトライアル 優勝
- 全日本選手権ロードレース 2位
- 全日本選手権マウンテンバイク 女子クロスカントリー 3位
- 全日本シクロクロス選手権大会 3位
- 世界選手権自転車競技大会 個人タイムトライアル 18位、エリート女子ロードレース 63位
- 台湾KOMチャレンジ 優勝[31]

2016年
- シクロクロス世界選手権 34位
- 全日本選手権個人タイムトライアル 優勝
- 全日本選手権ロードレース 優勝
- リオデジャネイロオリンピック ロードレース 17位
- リオデジャネイロオリンピック タイムトライアル 15位
- ジャパンシクロクロスシリーズ優勝
- 全日本シクロクロス選手権大会 3位

2017年
- 全日本選手権個人タイムトライアル 優勝
- 全日本選手権ロードレース 優勝
- シクロクロス世界選手権 29位

2018年
- 全日本選手権個人タイムトライアル 優勝
- 全日本選手権ロードレース 優勝
- アジア競技大会個人タイムトライアル 銀メダル
- アジア競技大会ロードレース 銅メダル

2019年
- Omloop van het Hageland（ベルギー）12位
- Strada Bianche（イタリア）13位
- 全日本選手権個人タイムトライアル 優勝
- 全日本選手権ロードレース 優勝
- La Course by Le Tour de France（フランス）23位

2020年
- 世界選手権自転車競技大会 個人タイムトライアル 31位、女子ロードレース 21位

2021年
- 東京オリンピック自転車女子個人ロードレース 21位
- 東京オリンピック自転車女子個人タイムトライアル 22位

2022年
- ツール・フェミナン・アンテルナシオナル・デ・ピレネー（フランス語版）　総合2位